# Ithycyphus miniatus
Ithycyphus miniatus — вид змій родини Pseudoxyrhophiidae. Ендемік Мадагаскару.

## Поширення і екологія
Ithycyphus miniatus мешкають на півночі і північному заході острова Мадагаскар. Вони живуть у вологих і сухих тропічних лісах та в чагарникових заростях.